# Кетрисанівська сільська територіальна громада
Кетрисанівська сільська громада — територіальна громада в Україні, в Кропивницькому районі Кіровоградської області. Адміністративний центр — село Кетрисанівка.
Площа громади — 1301,1 км², населення — 13 255 мешканців (2020).

## Населені пункти
У складі громади 3 селища (Гаї, Мирне, Роздолля) та 70 сіл:
- Андріївка
- Березівка
- Береславка
- Благодатне
- Бобринка
- Борисівка
- Бредихине
- Буховецьке
- Варламівка
- Василівка
- Вереміївка
- Верхньоінгульське
- Веселівка
- Височанове
- Витязівка
- Водневе
- Водяно-Михайлівка
- Гайок
- Ганнопіль
- Горіхівка
- Грузьке
- Дончине
- Завадівка
- Західне
- Златопілля
- Зоряне
- Іванівка
- Квітневе
- Кетрисанівка
- Колодязі
- Костомарівка
- Кохане
- Кривоносове
- Крутоярка
- Макіївка
- Маковіївка
- Маріуполь
- Мар'янівка
- Миколо-Бабанка
- Мюдівка
- Никонорівка
- Новогомельське
- Новоградівка
- Новокиївка
- Новомиколаївка
- Олексіївка
- Оленівське
- Осикувате
- Павлогірківка
- Пенькове
- Піщане
- Полум'яне
- Поляна
- Проскурівка
- Розтичеве
- Рощахівка
- Солонцюватка
- Сорочанове
- Степанівка
- Степівка
- Сугокліївка
- Тарасівка
- Улянівка
- Федіївка
- Федорівка
- Чарівне
- Червонопілля
- Чигиринське
- Юріївка
- Яблучко